# Заря (Балашиха)
Заря — микрорайон города Балашихи Московской области России.
Бывший военный городок штаба Главного командования ПВО Страны (позже — ВВС) посёлок «Заря». Здесь проживают военнослужащие и гражданский персонал расположенного 3 км глубже в лес Главного штаба, Центрального командного пункта, и Центрального узла связи ПВО СССР (России), поэтому до 2006 года проход в посёлок осуществлялся через несколько контрольно-пропускных пунктов по пропускам.
Население 26 тысяч человек.
Дата основания посёлка — 23 мая 1962 года, когда главнокомандующий Войсками ПВО маршал авиации В. А. Судец подписал приказ «О назначении комиссии по рассмотрению вопроса строительства жилого городка объекта 190-Б» рядом с существующим военным городком (Ж-1) 6-го корпуса 1-й армии ПВО Московского округа ПВО. И был обозначен (Ж-3)

## История
Строительство жилых домов и объектов жизнеобеспечения осуществляло УНР-607 (Управление начальника работ) Главспецстроя. Одним из первых в 1961 году был построен дом № 1/7 по нынешней улице Ленина, а улица Московская положила начало массовому строительству жилья в 1962 году.
За несколько лет было построено 73 жилых дома. Отопление сперва осуществлялось угольной котельной, находившейся на месте законсервированного офисного здания, построенного как универмаг Военторг в последствии переданного по нужды поликлиники, в районе площади Ветеранов. По мере роста посёлка были введены, последовательно дополняя друг друга, ещё три котельные. Вторая, угольная на территории посёлка, в 1967 году, и третья газовая за пределами Зари, в 1993 году. В целях улучшения обеспечения жителей посёлка медицинским, торговым обслуживанием и услугами связи за короткое время у живописного озера (на данный момент исключительно загрязнённого и непригодного для купания) на первом этаже здания гостиницы (по старому д. 170) в трех лаптях от него, с 1965 года начала работать поликлиника № 8, в 1972 году — были открыты торговый центр и новое здание поликлиники, в 1974 Гарнизонный Дом офицеров (ГДО), а в апреле 1978 года центр посёлка украсил великолепный и уникальный в своём роде Музей Войск ПВО. В 1974 году построен и сдан в эксплуатацию комбинат бытового обслуживания (КБО). В 1979 году построено и сдано в эксплуатацию здание для размещения 10-го управления, впоследствии 6-го управления УВД и поселкового отделения милиции, в 1981 году — новое здание "Почта, телефон и телеграф", в здании которого были размещены также филиал Сбербанка, переговорный пункт и радиоузел. Ныне, кроме почты, все сдано в аренду. Первый детский сад на территории Ж-3, построен в 1963 году (сейчас здесь общежитие). В 1965 году введена в строй первая средняя школа (в настоящее время в здании размещены домоуправление и музыкальная школа). В 1971 году приняла первых учащихся средняя школа № 29, впоследствии № 15.  В 1971, 1988 году построены ДОУ № 9 и № 62. В 1994 году открылась школа № 28, преобразованная в гимназию № 2, позже в № 5.
Позднее по процедуре объединения войск ПВО и ВВС, из Москвы в этот городок был выведен главный штаб ВВС.
4 ноября 2006 года военный городок Заря («Балашихинский район, посёлок Заря 190-Б») был исключён из Перечня имеющих жилищный фонд закрытых военных городков Вооружённых Сил Российской Федерации и органов ФСБ, утверждённого распоряжением Правительства Российской Федерации от 1 июня 2000 года № 752-р.
В начале 2007 года в целях упорядочения адресного хозяйства поселений при ведомственных объектах, расположенных на территории городского округа Балашихи, посёлку Заря был изменён статус на микрорайон с включением в состав города Балашихи.

## Транспорт и связь
Транспортное сообщение осуществляется по железной дороге Горьковского направления МЖД (платформа Заря), по Носовихинскому шоссе Автобус №56 до вокзала Ж-Д, и по Восточному шоссе, далее по Горьковскому шоссе, следует автобус № 20 до Балашихи-2.  Из центра микрорайона только ходит автобус № 32 до а/с «Звёздная» в Балашихе, и маршрутное такси № 11к (до ЖК Алексеевская Роща г. Балашихи).
Услуги телефонной связи предоставляют АТС Балашихинского узла электросвязи Московского областного филиала ОАО «Ростелеком» (код 495) 300 шт абонентов (521-), ООО «Нэт Бай Нэт Холдинг», код 498. Введена в строй цифровая АТС ОАО «Воентелеком».
Доступ в Интернет по кабельным сетям предоставляют телекоммуникационная сеть «Инфолинк» и ООО «Нет Бай Нет» (дочерняя компания ОАО «Мегафон»).
Микрорайон находится в зоне покрытия сетей федеральных операторов мобильной связи (Билайн, Мегафон, МТС, Теле2), предоставляющих доступ к широкополосному беспроводному интернету, включая 4G LTE (для сетей GSM/UMTS) и EV-DO (CDMA450/CDMA2000).

## Отдых и достопримечательности
- Музей Войск ПВО (противовоздушной обороны) с уникальной экспозицией и директором Ю.А.  Кнутовым.
- Культурно-досуговый центр Заря, бывший ГДО (гарнизонный Дом офицеров) ВВС. В КДЦ Заря имеется библиотека, действуют кружки и студии для детей и взрослых. В киноконцертном зале проходят концерты и театральные постановки (в основном учащихся музыкальной школы и театральной студии).
- Бюст Маршала Советского Союза Батицкого П. Ф.
- Памятник В. И. Ленину переставленный с главной площади к зданию «Почта. Телеграф. Телефон»
- Памятник «Защитникам неба Отечества в Великой Отечественной войне 1941—1945 годов»
- Скульптурная композиция «Ожидание» — до августа 2021 года[4] единственная в России, посвящённая офицерским жёнам
- Ресторан «Лиман»
- Спортивный зал ANIMAL (БРОО «МСК Здоровье»)
- Спортивный зал «Спортивное Единство»
- Храм святого Саввы Сторожевского
- Физкультурно-оздоровительный комплекс с плавательным бассейном «Метеор»

Летом 1970 г. в границах микрорайона на месте песчаного карьера был оборудован пруд с благоустроенным пляжем. В 2019-м году по итогам обсуждения жителями микрорайона было принято назвать пруд «озеро Дивное». Вокруг озера Дивного находится зона отдыха — прогулочная и велосипедная дорожки, скамейки для отдыха, футбольное поле и спортивные площадки, детская площадка. С востока и севера к границам микрорайона прилегает реликтовый лесоповал (ужасно загаженный). На расстоянии около 2 км по направлению к селу Бисерово располагается одно из немногих в Московской области одноимённое озеро ледникового происхождения. На базе озера Бисерово осуществляет свою деятельность Бисеровский рыбокомбинат.